# Ъ
De Ъ (onderkast: ъ) (jer) is een letter uit het cyrillische alfabet die gebruikt wordt in het Bulgaars en het Russisch. In beide talen heeft de letter echter een zeer verschillende functie. De ъ kwam ook voor in het Oudkerkslavisch en wordt dan jer genoemd.
Oorspronkelijk stond de ъ voor een klinker, in het Bulgaars is dat nog altijd het geval. In het moderne Russisch wordt de letter hard teken genoemd en heeft hij geen eigen klankwaarde, maar geeft hij informatie over de voorgaande medeklinker.
De verschillende functies van de letter ъ worden beschreven in de artikelen:
- jer, een klinker in het Bulgaars en in het vroege Slavisch, zoals Oudkerkslavisch
- hard teken, een letter van het moderne Russische alfabet

## Weergave

### Unicode
De Ъ en ъ zijn in 1993 toegevoegd aan de Unicode 1.0 karakterset.
In Unicode vindt men Ъ onder het codepunt U+042A (hex) en ъ onder U+044A.

### HTML
In HTML kan men voor Ъ de code &HARDcy; gebruiken, en voor ъ &hardcy;.